# Pasquale Lamorte
Pasquale Lamorte (Rionero in Vulture, 12 aprile 1948) è un politico italiano.

## Carriera politica
Deputato al Parlamento nelle Legislature VII-VIII-IX-X-XI è stato componente della Commissione Trasporti, Poste e Telecomunicazioni.
Nella X Legislatura è eletto Vice Presidente e nella XI Legislatura è eletto Presidente della stessa Commissione.
Nel 1983 è nominato Sottosegretario di Stato per gli Interventi Straordinari nel Mezzogiorno nel primo Governo Craxi. Confermato nel II Governo Craxi.
Nel 1987 è nominato Sottosegretario di Stato al Ministero dell'Industria (VI Governo Fanfani).

## Carriera professionale
Dal 1977 al 1994 è eletto Presidente della Federazione Regionale dell'Artigianato in Basilicata - Confartigianato.
È stato componente della Consulta Regionale per l'Artigianato.
Dal 1994 al 2006 è Direttore della Federazione Regionale dell'Industria di Basilicata - Confindustria.
È componente del Comitato Misto della Cabina di Regia (D.G.R. n. 502/96).
È componente dell'Assemblea del C.R.E.L. (L.R. n. 51/97).
Da maggio 1999 ad aprile 2015 è presidente della Camera di Commercio di Potenza.
Da maggio 1999 al 2009 e dal 2012 ad aprile 2015 è presidente di Unioncamere Basilicata.
Dal luglio 2000 è componente del Comitato di Presidenza di Unioncamere con la delega al Mezzogiorno.
Dal 2003 al 2006 è Vice Presidente di Unioncamere.
Dal 2007 è componente del Comitato di Presidenza di Unioncamere in qualità di Consigliere Delegato e responsabile dell'Osservatorio Nazionale Istituzioni, Decentramento e Sussidiarietà.
Componente Cda di Infocamere.
Componente Cda di Retecamere.
Dal luglio del 2009 per un triennio è di nuovo Vice Presidente nazionale di Unioncamere.
Da marzo 2015 è componente del Consiglio di amministrazione della Fondazione Istituto Guglielmo Tagliacarne.